# Novajidrány
Novajidrány là một thị trấn thuộc hạt Borsod-Abaúj-Zemplén, Hungary. Thị trấn này có diện tích 14,35 km², dân số năm 2010 là 1414 người, mật độ 99 người/km².